# Tetrapteron graciliflorum
Tetrapteron graciliflorum är en dunörtsväxtart som först beskrevs av William Jackson Hooker och Arn., och fick sitt nu gällande namn av Warren Lambert Wagner och Hoch. Tetrapteron graciliflorum ingår i släktet Tetrapteron och familjen dunörtsväxter. Inga underarter finns listade i Catalogue of Life.